# Théophile Homolle
Théophile Homolle (Parigi, 19 dicembre 1848 – Parigi, 13 giugno 1925) è stato un archeologo, grecista e funzionario francese.

## Biografia
Laureato all'École normale supérieure di Parigi fu nominato aggregato di storia nel 1874, tuttavia non desiderava dedicarsi all'insegnamento liceale, ma all'archeologia. Albert Dumont, che era stato appena nominato direttore dell'École française di Roma, lo chiamò a seguire per un anno gli scavi di Ostia antica. La relazione (non pubblicata) su questa attività fu un Essai sur l'histoire, les institutions et la topographie d'Ostie d'après les récentes découvertes. Dumont, che in seguito alla morte di Émile-Louis Burnouf era stato nominato direttore anche dell'École française di Atene, lo chiamò presso di sé nel 1875.

### Scavi a Delos

Mappa (attuale) degli scavi di Delos

L'École française di Atene aveva cominciato nel 1846 ad interessarsi dell'isola di Delo, dove era situato il santuario di Apollo, e diversi suoi membri, tra cui Léon Terrier e Albert Lebègue, vi avevano fatto delle missioni e pubblicato relazioni. Nel 1876 Dumont, che supponeva che il tempio di Apollo dovesse trovarsi tra il monte Cinto e il mare, mandò Homolle a Delos per individuare un luogo dove l'École potesse proficuamente aprire nuovi scavi. Homolle fu molto impressionato dall'immensità delle rovine e valutò che i fondi necessari per intraprendere gli scavi fossero assai superiori ai finanziamenti disponibili - allora assai scarsi: Delos era allora senz'alberi, deserta, le condizioni di vita in estate vi erano insostenibili, e ogni sera bisognava traversare un braccio di mare per raggiungere l'isoletta di Rinia

. Dumont lo convinse tuttavia a intraprendere lo scavo, e basandosi su una carta topografica redatta durante la campagna di Morea dove era segnato un campo di rovine nominato Marmara, "i marmi", Homolle (membro dell'École nel 1877 e 78) suppose che quel sito dovesse corrispondere al santuario principale del dio a Delos, e vi condusse quattro campagne di scavo, nel 1878, 1880, 1885 e 1888.
- Nel 1877 scavò il lato sud e il lato ovest di un tempio di grandi dimensioni in seguito denominato il "Gran tempio di Delos". Furono quindi realizzate due trincee parallele verso occidente: da una emerse l'Oikos degli abitanti di Naxos, dall'altra, più a nord, il Porinos Naos (tempio di Apollo degli Ateniesi). Dumont definì le iscrizioni trovate "veri tesori epigrafici".
- Nel 1878 Homolle completò gli scavi dell'anno precedente trovando importanti sculture, tra cui la Nike di Delos, degli acroteri, il Tempio degli Ateniesi anche detto Tempio delle sette statue.
- Nel 1879 (l'anno precedente Dumont era stato sostituito alla direzione dell'École da Paul Foucart, che restò in carica fino al 1890) Homolle continuò i suoi scavi trovando nel fra l'altro i Propilei (lato sud), il portici di Filippo V di Macedonia, tratti dell'Artemision.
- Nel 1880 tornò a scavare il tempio di Apollo degli Ateniesi e il Tempio delle sette statue, completò altri rilievi, aprì un nuovo scavo dell'area poi identificata come Agorà dei Deli.
- Controllò e precisò certi dettagli degli scavi effettuati in altre due campagne, nel 1885 e nel 1888.

### Scavi a Delfi e carriera accademica
Nel 1879 insegnò alla Facoltà di Lettere di Nancy.
Nel 1885 sostenne la sua tesi di dottorato con una tesi De antiquissimis Dianae simulacris deliacis, ricerca archeologica sull'evoluzione delle statue di Artemide dalla prima antichità. Pubblicò anche un inventario di tutte le iscrizioni relative alla gestione dei beni e dei tesori del dio di Delos curate dagli intendenti della cassa templare 
.

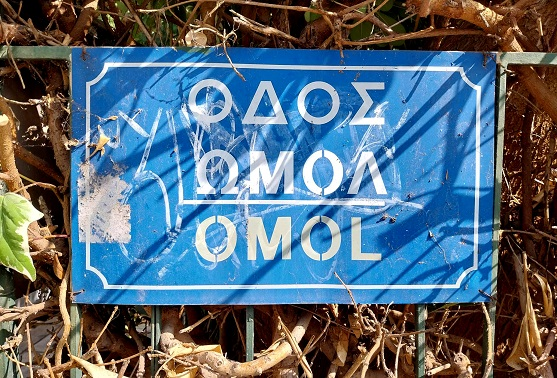
targa della via intitolata ad Homolle in Atene

Nel 1884 era stato nominato supplente di Paul Foucart al Collège de France, e nel 1890, alla morte di Foucart, gli successe nella direzione dell'École française di Atene. In questo ruolo si rivelò un abile negoziatore e ottenne il finanziamento e le autorizzazioni necessarie per intraprendere lo scavo di Delfi condotto tra il 1892 e il 1903
, scavi più importanti di quelli di Delos, condotti con la partecipazione dell'architetto Albert Tournaire. Durante il suo mandato allestì anche una scuola di francese

Alla morte di Foucart Homolle gli successe nella cattedra al Collège de France.
Nel 1892 divenne membro dell'Académie des inscriptions et belles-lettres, nel 1910 entrò all'Académie des beaux-arts e nel 1919 fu uno dei fondatori dell'Union académique internationale divenendone presidente - incarico che tenne fino alla morte.

### Alto funzionario
Nel 1904, a conclusione degli scavi di Delfi, Homolle fu nominato direttore dei Musei nazionali. Si dimise a seguito del furto della Gioconda al Louvre, avvenuto il 20-21 agosto 1911, mentre era in vacanza. Tornò brevemente a dirigere l'Ecole française di Atene tra il 1912 e il 13, per poi passare a dirigere la Biblioteca nazionale di Francia fino al 1923.
Nel 1924 fu nominato grand'ufficiale della Legion d'onore.

## Selezione di opere
- "Statues trouvées à Délos". Bulletin de Correspondance Hellénique, 3 (1879), p. 99-110.
- "Comptes des hiéropes d'Apollon Délien", Bulletin de correspondance hellénique, 6 (1882), p. 1-167.
- "Les Romains à Délos", Bulletin de correspondance hellénique 8 (1884), p. 75-158.
- Les Archives de l'intendance sacrée à Délos (315-166 avant J.-C.). Paris: E. Thorin, 1887.
- "Comptes et Inventaires des temples déliens en l'année 279", Bulletin de correspondance hellénique 14, 1890, p. 389-511 ; 15, 1891, p. 113-168.
- Ab Urbe condita libri XXIII-XXV et XXVI-XXX. (edizione di Tito Livio, 2ª ed.) con note, commenti, indice, mappe e planimetrie, con Othon Riemann. Paris: Hachette, 1891, 2 volumi.
- "Topographie de Delphes", Bulletin de correspondance hellénique 21 (1897), p. 256-320.
- "L'Aurige de Delphes". Monuments et Mémoires de la fondation Eugène Piot 4, 2, 1898.
- "Monuments figurés de Delphes. Les fouilles du temple d'Apollon", Bulletin de correspondance hellénique 25 (1901), p. 457-515 ; 26, p. 587-639.
- "L'Origine du chapiteau corinthien", Revue archéologique 2 (1916), p. 17-60.
- "L'Origine des Cariatides", Revue archéologique 2, (1917), p. 1-67.[5]